# Xinxiang, Chongqing
Xinxiang (kinesiska: 新乡) är en köping i sydvästra Kina. Den ligger i stadsdistriktet Wanzhou i storstadsområdet Chongqing, omkring 190 kilometer nordost om det centrala stadsdistriktet Yuzhong. Antalet invånare är 6 683. Befolkningen består av 3 409 kvinnor och 3 274 män. Barn under 15 år utgör 20,0 %, vuxna 15-64 år 62 %, och äldre över 65 år 16,0 %.